# Francisco José Juan Granell
Francisco José Juan Granell (Sueca, 25 de gener de 1939) va ser un ciclista valencià, que competí processionalment entre 1965 i 1969.

## Palmarès
- 1964
  - 1r al Cinturó a Mallorca i vencedor d'una etapa
- 1966
  - Vencedor d'una etapa a la Volta a Àvila
- 1968
  - 2n a la Volta a Andalusia

### Resultats a la Volta a Espanya
- 1967. 34è de la classificació general